# Grallaria nuchalis
El tororoí nuquicastaño (Grallaria nuchalis), también denominado gralaria nuquicastaña (en Ecuador), tororoi chusquero (en Colombia), tororoi de nuca castaña (en Perú) o chululú de nuca castaña, es una especie de ave paseriforme perteneciente al numeroso género Grallaria  de la familia Grallariidae, anteriormente incluido en Formicariidae. Es nativo de la región andina del noroeste de América del Sur.

## Distribución y hábitat
La subespecie ruficeps se distribuye en Colombia, en los Andes centrales y vertiente occidental de los Andes orientales; la subespecie obsoleta en la vertiente occidental de los Andes del noroeste de Ecuador (Imbabura y Pichincha); y la subespecie nominal en la vertiente oriental de los Andes de Ecuador y extremo norte de Perú (Piura).
Su hábitat natural son los bosques montanos húmedos tropicales; cerca del suelo, preferentemente entre los matorrales de bambú, con frecuencia en áreas con abundante Chusquea, entre los 1900 y 3150 m de altitud.

## Descripción
Mide aproximadamente 22 cm de longitud. Las partes superiores de color castaño rojizo, con el píleo y la nuca brillantes y rufescentes; las partes inferiores y anillo ocular de color gris claro con la garganta,  base del pico y área facial gris oscuro.

## Alimentación
Se alimenta preferentemente de insectos, pero también come otros artrópodos y lombrices. Se ha reportado siguiendo hormigas guerreras o arrieras.

## Reproducción
Construye el nido en forma de taza, a unos 3 m de altura del suelo, preferentemente en ramas de Chusquea, con sus hojas y musgo. Se han observado dos pichones en el nido.